# 福田力
福田 力（ふくだ りき、1981年1月6日 - ）は、日本の男性総合格闘家。岐阜県岐阜市出身。GRABAKA所属。元ROAD FCミドル級王者。元DEEPミドル級王者。

## 来歴
小、中学生時代は剣道を経験。岐阜県立岐阜工業高等学校及び山梨学院大学時代は、レスリング部に所属。大学4年時には全日本学生選手権フリースタイル96kg級2位の成績を残す。
2003年の卒業に合わせWJプロレスへ練習生として入団。同年6月にデビューが発表されるも、デビュー予定が2回延期されたのちに退団した。
退団後、大学時代の仲間山本"KID"徳郁、山本篤らの在籍するPUREBRED東京（KILLER BEE）で練習を行なうようになり、2004年4月16日、ハワイで開催されたSuperBrawl 35でプロデビュー。ジョー・ドークセンと対戦し、判定負け。
2004年9月20日、第11回全日本アマチュア修斗選手権大会に出場。クルーザー級（-91kg）で優勝した。
2005年1月29日、プロ修斗デビュー戦で井上正也と対戦し、判定勝ち。
2005年7月29日、K-1 WORLD GP 2005 in HAWAIIのオープニングファイトに出場。ブランドン・ウルフと総合格闘技ルールで対戦し、バックマウントパンチ連打によるTKO勝ち。
2006年1月26日、パンクラスで瓜田幸造と対戦し、開始40秒左フックでKO負け。7月28日、パンクラスで桜木裕司と対戦し、3-0の判定勝ちを収めた。
2007年2月10日、ミシシッピ州で開催されたEliteXCでクリス・ゲイツと対戦し、パウンドでTKO勝ち。
2007年10月25日付けでGRABAKAへ移籍した。
2008年2月22日、DEEP 34 IMPACTで開催されたDEEPミドル級王者決定トーナメントに出場。1回戦で桜井隆多に3-0の判定勝ち。同年5月19日、DEEP 35の準決勝では白井祐矢に2-1で判定勝ちするも、決勝で中西裕一に0-3の判定負けを喫し王座獲得に失敗した。
2009年2月20日、DEEP 40 IMPACTのDEEPミドル級王座挑戦者決定戦で桜井隆多と再戦し、パウンドでTKO勝ちを収めた。
2009年4月5日、DREAM初出場となったDREAM.8でムリーロ・ニンジャと対戦。スタンドパンチで優位に立ち、3-0の判定勝ちを収めた。この試合はドクターストップにより欠場となったユン・ドンシクの代理として試合前日に参戦が発表された。
2009年6月30日、DEEP 42 IMPACTのDEEPミドル級タイトルマッチで王者中西裕一に挑戦し、2-1の判定勝ちを収め王座獲得に成功した。
2010年8月27日、DEEP 49 IMPACTのDEEPミドル級タイトルマッチで挑戦者の桜井隆多と3度目となった対戦。桜井の打撃で左目付近をカットしドクターチェックを受けるも、最後はボディへの膝蹴りで桜井がリングから転落。桜井は立ち上がることができず、協議の結果、TKO勝ちとなり王座の初防衛に成功した。

### UFC
2011年2月27日、UFC初出場となったUFC 127でニック・リングと対戦し、試合を優勢に進めるも0-3の判定負け。試合後、UFC代表のダナ・ホワイトがTwitterで「ジャッジ達がまたクソみたいな判定をした！福田は勝利を奪われた！！」と発言するなど、物議を醸す判定となった。後日、福田力には勝利者ボーナスが支払われることが発表された。
2011年6月16日、乗用車と接触事故を起こし、診断の結果、左膝の脛骨の骨折が判明。UFC 133でハファエル・ナタウとの対戦が決まっていたが手術で欠場を余儀なくされた。
2011年7月8日、DEEPミドル級王座を返上した。
2012年2月26日、1年ぶりの復帰戦となったUFC 144でスティーブ・キャントウェルと対戦し、3-0の判定勝ちを収めた。
2012年7月7日、UFC 148でコンスタンティノス・フィリッポウと対戦し、判定負け。
2012年11月10日、UFC on Fuel TV 6でトム・デブラスと対戦し、判定勝ち。
2013年3月3日、日本で開催されたUFC on Fuel TV 8でブラッド・タヴァレスと対戦し、判定負け。試合後の薬物検査で禁止薬物とされる興奮剤の陽性反応が検出されたと発表される。福田は自身のTwitterでこの陽性反応について、風邪薬に含まれていた成分によるものだと説明した。

### ROAD FC
2013年1月18日、初出場となったROAD FCでキム・フィスンと対戦し、パウンドでTKO勝ちを収めた。
2014年7月26日、RODA FC 016でユン・ドンシクと対戦し、1RにパウンドでKO勝利を収めた。
2015年7月25日、日本で開催されたROAD FC 024で行われたROAD FCミドル級王座決定戦でジョン・オジンと対戦し、パウンドでTKO勝ちを収め王座獲得に成功した。
2016年1月31日、ROAD FCミドル級タイトルマッチで挑戦者のチョ・ジョンファンと対戦し、パウンドでTKO負けを喫し王座陥落した。

## 戦績

### プロ総合格闘技
| 総合格闘技 戦績 | 総合格闘技 戦績 | 総合格闘技 戦績 | 総合格闘技 戦績 | 総合格闘技 戦績 | 総合格闘技 戦績 | 総合格闘技 戦績 |
| --------------- | --------------- | --------------- | --------------- | --------------- | --------------- | --------------- |
| 34 試合         | (T)KO           | 一本            | 判定            | その他          | 引き分け        | 無効試合        |
| 24 勝           | 11              | 1               | 12              | 0               | 0               | 1               |
| 9 敗            | 3               | 0               | 6               | 0               | 0               | 1               |

| 勝敗 | 対戦相手                         | 試合結果                            | 大会名                                                 | 開催年月日     |
| ×    | キム・フン                       | 2R 0:38 TKO（パウンド）             | ROAD FC 040                                            | 2017年7月15日  |
| ○    | キム・ネチョル                   | 5分3R終了 判定3-0                   | ROAD FC 036                                            | 2017年2月11日  |
| ×    | チョ・ジョンファン               | 2R 2:36 TKO（右フック→パウンド）    | ROAD FC 028 【ROAD FCミドル級タイトルマッチ】          | 2016年1月31日  |
| ○    | ジョン・オジン                   | 1R 2:52 TKO（パウンド）             | ROAD FC 024 in JAPAN 【ROAD FCミドル級王座決定戦】     | 2015年7月25日  |
| ○    | イ・ドルヒ                       | 2R 3:57 TKO（パウンド）             | ROAD FC 022                                            | 2015年3月21日  |
| －   | イ・ドルヒ                       | 2R 1:29 ノーコンテスト（反則）      | ROAD FC 019                                            | 2014年11月9日  |
| ○    | ユン・ドンシク                   | 1R 3:36 TKO（パウンド）             | ROAD FC 016                                            | 2014年7月26日  |
| ○    | キム・フィスン                   | 2R 2:09 TKO（パウンド）             | ROAD FC Korea 1                                        | 2013年1月18日  |
| ×    | ブラッド・タヴァレス             | 5分3R終了 判定0-3                   | UFC on Fuel TV 8: Silva vs. Stann                      | 2013年3月3日   |
| ○    | トム・デブラス                   | 5分3R終了 判定3-0                   | UFC on Fuel TV 6: Franklin vs. Le                      | 2012年11月10日 |
| ×    | コンスタンティノス・フィリッポウ | 5分3R終了 判定0-3                   | UFC 148: Silva vs. Sonnen 2                            | 2012年7月7日   |
| ○    | スティーブ・キャントウェル       | 5分3R終了 判定3-0                   | UFC 144: Edgar vs. Henderson                           | 2012年2月26日  |
| ×    | ニック・リング                   | 5分3R終了 判定0-3                   | UFC 127: Penn vs. Fitch                                | 2011年2月27日  |
| ○    | 桜井隆多                         | 2R 0:32 TKO（ボディへの膝蹴り）     | DEEP 49 IMPACT 【DEEPミドル級タイトルマッチ】          | 2010年8月27日  |
| ○    | 金原弘光                         | 5分3R終了 判定3-0                   | DEEP 46 IMPACT                                         | 2010年2月28日  |
| ○    | 中西裕一                         | 5分3R終了 判定2-1                   | DEEP 42 IMPACT 【DEEPミドル級タイトルマッチ】          | 2009年6月30日  |
| ○    | ムリーロ・ニンジャ               | 2R（10分/5分）終了 判定3-0          | DREAM.8 ウェルター級グランプリ2009 開幕戦              | 2009年4月5日   |
| ○    | 桜井隆多                         | 1R 0:42 TKO（パウンド）             | DEEP 40 IMPACT                                         | 2009年2月20日  |
| ○    | ジェイソン・ジョーンズ           | 5分2R終了 判定3-0                   | DEEP 38 IMPACT                                         | 2008年10月23日 |
| ○    | 尾崎広紀                         | 5分2R終了 判定3-0                   | DEEP 37 IMPACT                                         | 2008年8月17日  |
| ×    | 中西裕一                         | 5分2R終了 判定0-3                   | DEEP 35 IMPACT 【ミドル級王者決定トーナメント 決勝】   | 2008年5月19日  |
| ○    | 白井祐矢                         | 5分2R終了 判定2-1                   | DEEP 35 IMPACT 【ミドル級王者決定トーナメント 準決勝】 | 2008年5月19日  |
| ○    | 桜井隆多                         | 5分3R終了 判定3-0                   | DEEP 34 IMPACT 【ミドル級王者決定トーナメント 1回戦】  | 2008年2月22日  |
| ×    | ジョーイ・ヴィラセニョール       | 5分3R終了 判定1-2                   | EliteXC: Uprising                                      | 2007年9月15日  |
| ○    | 佐藤光留                         | 1R 1:09 KO（パウンド）              | PANCRASE 2007 RISING TOUR                              | 2007年7月27日  |
| ○    | クリス・ゲイツ                   | 1R 1:18 TKO（パウンド）             | EliteXC: Destiny                                       | 2007年2月10日  |
| ○    | 桜木裕司                         | 5分2R終了 判定3-0                   | PANCRASE 2006 BLOW TOUR                                | 2006年7月28日  |
| ○    | 圭太郎                           | 1R 4:40 TKO（バックマウントパンチ） | D.O.G V                                                | 2006年4月1日   |
| ×    | 瓜田幸造                         | 1R 0:40 KO（左フック）              | PANCRASE 2006 BLOW TOUR                                | 2006年1月26日  |
| ○    | 中村勇太                         | 1R 0:57 KO（アッパー）              | PANCRASE 2005 SPIRAL TOUR                              | 2005年11月4日  |
| ○    | ブランドン・ウルフ               | 2R 2:49 TKO（バックマウントパンチ） | K-1 WORLD GP 2005 in HAWAII                            | 2005年7月29日  |
| ○    | バザエフ・オレグ                 | 1R 0:28 KO（右フック）              | D.O.G II                                               | 2005年6月11日  |
| ○    | 井上正也                         | 5分2R終了 判定3-0                   | 修斗                                                   | 2005年1月29日  |
| ×    | ジョー・ドークセン               | 5分3R終了 判定0-3                   | SuperBrawl 35                                          | 2004年4月16日  |

### アマチュア総合格闘技
| 勝敗 | 対戦相手           | 試合結果                | 大会名                                                        | 開催年月日    |
| ○    | 大番高明           | 2R 0:14 KO              | 第11回 全日本アマチュア修斗選手権大会 【クルーザー級 決勝】   | 2004年9月20日 |
| ○    | 木下貴博           | 4分1R終了 ポイント32-20 | 第11回 全日本アマチュア修斗選手権大会 【クルーザー級 準決勝】 | 2004年9月20日 |
| ○    | クラウジオ・シルバ | 4分1R終了 ポイント27-20 | 第11回 全日本アマチュア修斗選手権大会 【クルーザー級 1回戦】  | 2004年9月20日 |

## 獲得タイトル
- 第11回全日本アマチュア修斗選手権 クルーザー級 優勝（2004年）
- 第5代DEEPミドル級王座（2009年）
- 第3代ROAD FCミドル級王座（2015年）